# Fawory II
Fawory II (biał. Фаворы 2; ros. Фаворы 2) – dawniej zaścianek, obecnie część wsi Fawory na Białorusi, w obwodzie witebskim, w rejonie postawskim, w sielsowiecie Łyntupy.

## Historia
W czasach zaborów folwark w gminie Komaje, w powiecie święciańskim Imperium Rosyjskiego. W 1866 razem z Faworami Bliższymi liczył 57 mieszkańców w 7 domach. W 1905 roku folwark Fawory liczył 8 mieszkańców, 60 dziesięcin, własność Gojżewskiego.
W dwudziestoleciu międzywojennym zaścianek leżał w Polsce, w województwie wileńskim, w powiecie święciańskim, w gminie Łyntupy.
W 1931 w 1 domu zamieszkiwało 14 osób.
Miejscowość należała do parafii rzymskokatolickiej w Łyntupach. Podlegała pod Sąd Grodzki w Łyntupach i Okręgowy w Wilnie; właściwy urząd pocztowy mieścił się w Łyntupach.
W wyniku napaści ZSRR na Polskę we wrześniu 1939 miejscowość znalazła się pod okupacją sowiecką. 2 listopada została włączona do Białoruskiej SRR. Od czerwca 1941 roku pod okupacją niemiecką. W 1944 miejscowość została ponownie zajęta przez wojska sowieckie i włączona do Białoruskiej SRR.